# Khorata bangkok
Khorata bangkok là một loài nhện trong họ Pholcidae. Loài này được phát hiện ở Lào và Thái Lan.